# Schmerzhafte Mutter (Elsterwerda)

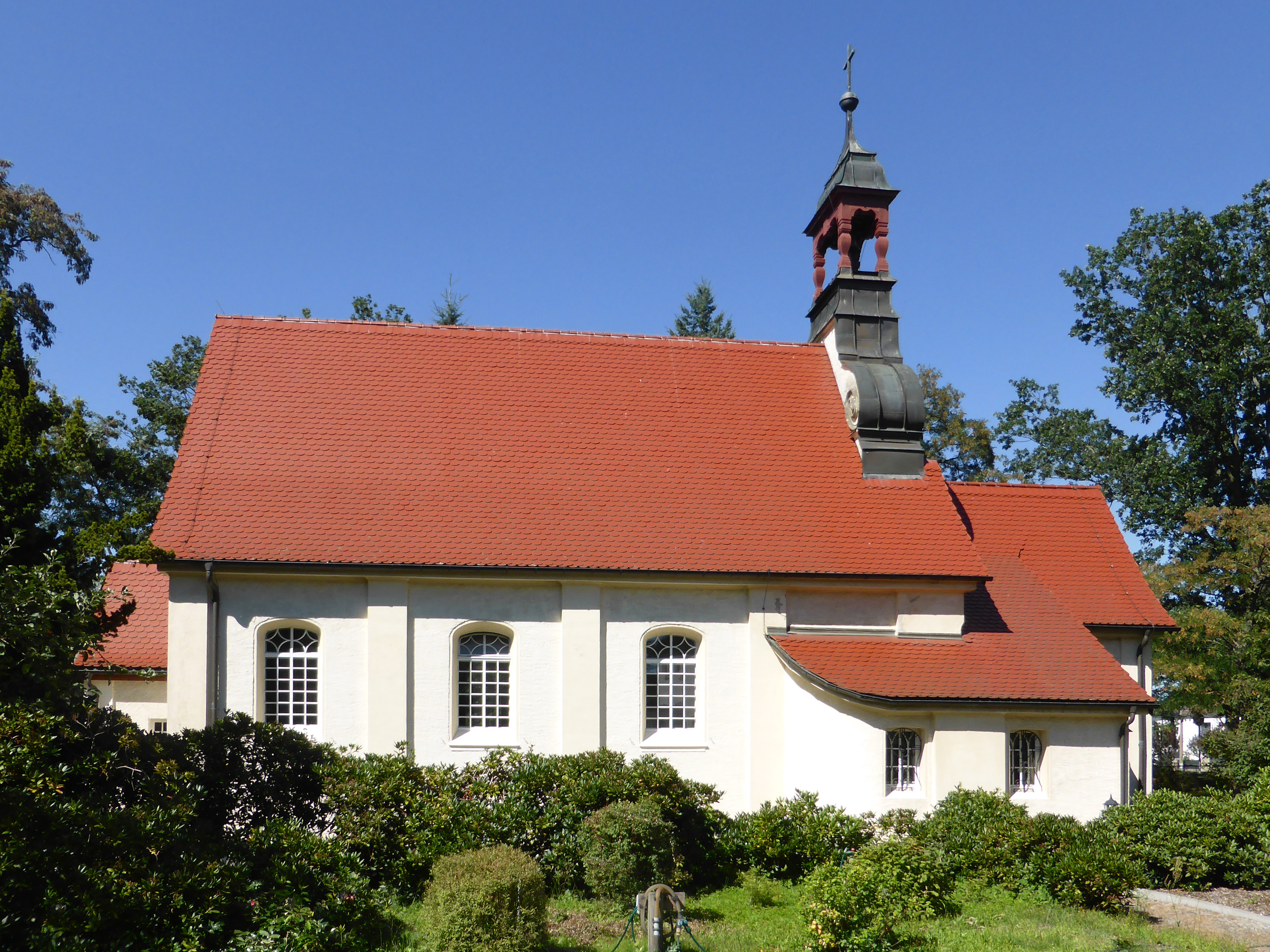
Katholische Kirche „Schmerzhafte Mutter“

Die kleine katholische Kirche „Schmerzhafte Mutter“ (Mater dolorosa) ist ein denkmalgeschütztes Kirchengebäude in der südbrandenburgischen Kleinstadt Elsterwerda im Landkreis Elbe-Elster. Die Kirche bildet heute mit Christus König in Lauchhammer und St. Jakobus in Ortrand die Pfarrgemeinde St. Hedwig in der Pastoralregion Elbe-Elster des Bistums Magdeburg.

## Lage
Die Kirche steht in Elsterwerda etwas nördlich des Stadtzentrums an der Bundesstraße 101 auf dem Grundstück Schillerstraße 8, an der Ecke zur Heinrich-Heine-Straße.

## Baubeschreibung

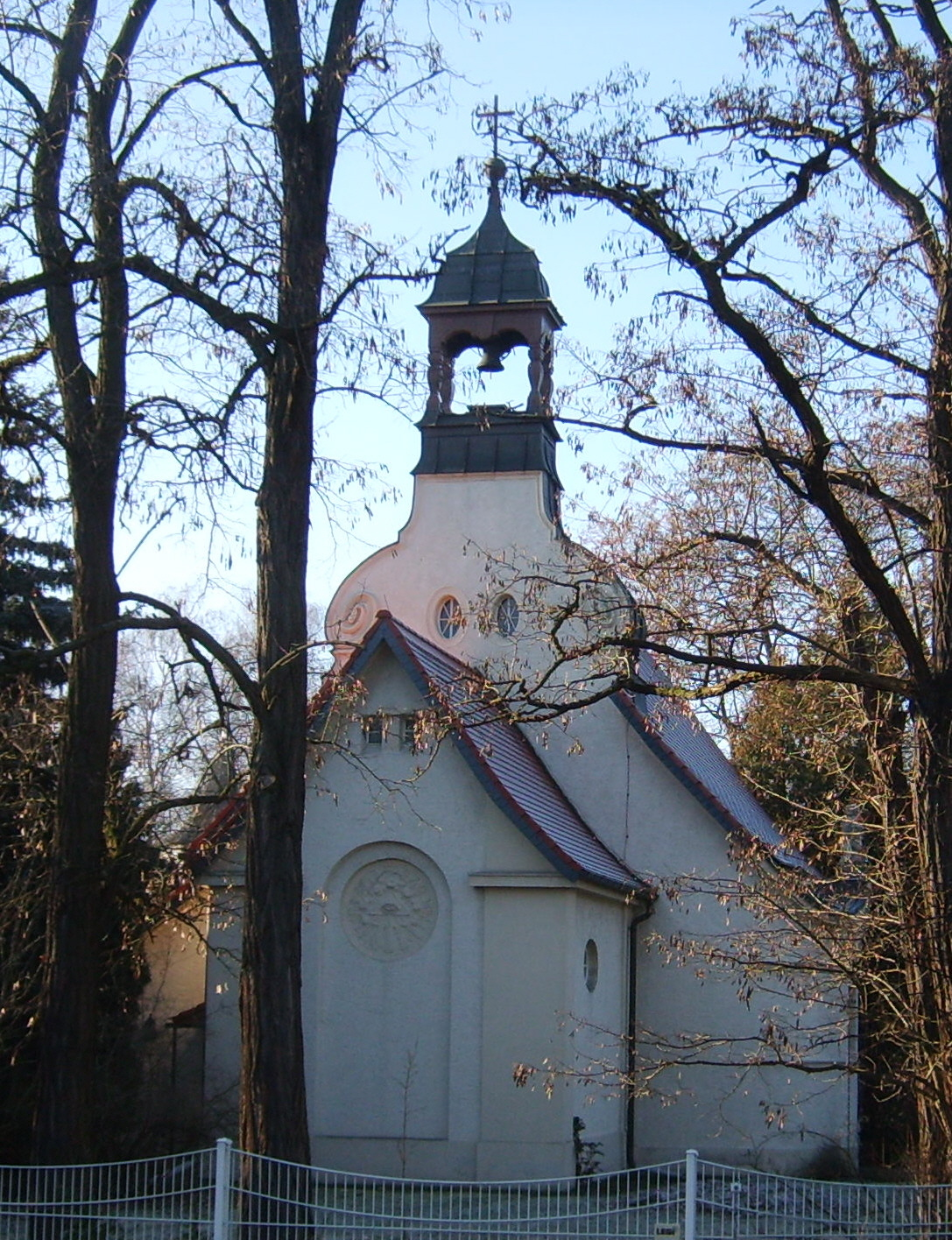
Kirche von Nordosten

Bei der geosteten Kirche handelt es sich um einen im neobarocken Stil errichteten massiven Saalbau mit Satteldach. Im Osten des Kirchenschiffs befindet sich ein rechteckiger Turm mit Laterne und Schweifhaube. Die Kirche ist zu Ehren der schmerzhaften Mutter Maria (Mater Dolorosa) geweiht.

## Geschichte
Nachdem Georg der Bärtige, der katholisch geblieben war, verstorben war, führte sein Bruder Heinrich im Herzogtum Sachsen die Reformation ein, wodurch die Bevölkerung von Elsterwerda, das damals zum Bistum Meißen gehörte, um 1540 lutherisch wurde.
Nachdem sich gegen Ende des 19. Jahrhunderts in Elsterwerda wieder Katholiken niedergelassen hatten, fanden seitens der Missionsvikarie Liebenwerda in Elsterwerda vom 3. Adventssonntag 1900 an gelegentlich katholische Gottesdienste statt. Im Haus Uferstraße 3 wurde ein Betsaal eingerichtet.
Bereits im Herbst 1900 wurde das Baugrundstück für die Kirche angekauft. Am 2. April 1907 wurde der Kaplan Franz Schäfer aus Liebenwerda zum ersten Seelsorger für Elsterwerda ernannt, womit in Elsterwerda eine katholische Gemeinde gegründet wurde. Von 1907 an wurden in Elsterwerda auch katholische Kirchenbücher geführt.
Das Kirchengebäude wurde unter Pfarrer Ferdinand Schnettler, der von 1910 bis 1913 in Elsterwerda tätig war, nach einem Entwurf des Liebenwerdaer Architekten Carl Jost vom Elsterwerdaer Bauunternehmen Friedrich Hintze erbaut und am 28. September 1913 geweiht. Finanziell unterstützt wurde der Bau durch den Bonifatiusverein Paderborn. Das in unmittelbarer Nachbarschaft befindliche Pfarrhaus der katholischen Kirche wurde 1936 errichtet.
Da durch die Flucht und Vertreibung Deutscher aus Mittel- und Osteuropa nach dem Zweiten Weltkrieg die Zahl der Katholiken im Raum Elsterwerda erheblich angestiegen war, wurde 1947 die Kuratie Hohenleipisch als Tochtergemeinde von Elsterwerda gegründet. Zum 1. Juli 1948 wurde die Filialkirchengemeinde (Pfarrvikarie) Elsterwerda errichtet, die am 1. April 1960 zur Pfarrei erhoben wurde. In den 1960er-Jahren erfolgten an der Kirche Schmerzhafte Mutter Umgestaltungsmaßnahmen.
Nachdem in den Jahren zuvor schon Sanierungsarbeiten außen vorgenommen wurden, kam es 2007 im Rahmen einer Sanierungsmaßnahme im Kircheninneren zu Umbauarbeiten, durch die unter anderem das vorhandene Tonnengewölbe eine Profilholzverschalung erhielt und die Kirche neu ausgemalt wurde. Die Empore wurde verkleinert und die Altarplatte aus Sandstein am bisherigen Hochaltar durch eine Eichenplatte ersetzt. Aus der entnommenen Sandsteinplatte entstanden ein neuer Ambo sowie ein Volksaltar, der am Ende der vom Bonifatiuswerk Paderborn finanziell unterstützten Sanierungsmaßnahmen am 20. Oktober 2007 vom Magdeburger Bischof Gerhard Feige geweiht wurde.
Zum 1. Juli 2007 wurde im damaligen Dekanat Torgau der Gemeindeverbund Lauchhammer – Elsterwerda – Hohenleipisch – Ortrand errichtet, der am 28. November 2010, dem 1. Sonntag im Advent, zur heutigen Pfarrei St. Hedwig Lauchhammer zusammengeschlossen wurde. Die Pfarrei Elsterwerda wurde in diesem Zusammenhang aufgehoben. 2017 wurde die St.-Matthias-Kirche in Hohenleipisch profaniert. Im Zuge der Auflösung der Dekanatsstrukturen im Bistum Magdeburg zum 1. September 2023 wurde das Dekanat Torgau aufgelöst und die Pastoralregion Elbe-Elster gebildet, der Elsterwerda zugeordnet wurde.

## Ausstattung (Auswahl)
In der Kirche befindet sich eine von einem Oberammergauer Künstler geschnitzte und am 30. April 1939 geweihte St.-Josefs-Statue. Das aus dem Jahre 1942 stammende Altarbild zeigt eine Christus-Johannes-Gruppe.
Der in der Kirche befindliche Altar und der Ambo bestehen aus Sandstein. Die Kirche ist des Weiteren mit einer vom Moritzburger Orgelbaumeister Wilhelm Rühle geschaffenen Orgel ausgestattet. Das 1955 nach dreijähriger Bauzeit eingeweihte Instrument besitzt ein Manual und elf Register.
Neben der Kirche steht ein Hofkreuz, das an das 100-jährige Weihejubiläum der Kirche im Jahre 2013 erinnert.